# Polen op de Olympische Winterspelen 1988
Tijdens de Olympische Winterspelen van 1988, die in Calgary (Canada) werden gehouden, nam Polen voor de vijftiende keer deel.

## Deelnemers en resultaten

### Alpineskiën
| Olympiër             | Discipline       | Resultaat | Prestatie                       |
| -------------------- | ---------------- | --------- | ------------------------------- |
| Katarzyna Szafrańska | reuzenslalom (v) | 16e       | 2.12,83 (+6,34) 1.03,33+1.09,50 |
| Katarzyna Szafrańska | slalom (v)       | 17e       | 1.44,21 (+7,52) 52,15+52,06     |

### Kunstrijden
| Olympiër                        | Discipline | Resultaat | Prestatie                                                      |
| ------------------------------- | ---------- | --------- | -------------------------------------------------------------- |
| Grzegorz Filipowski             | mannen     | 5e        | 10,8 punten (verpl. figuren: 7 - korte kür: 4 - lange kür: 5)  |
| Honorata Górna Andrzej Dostatni | ijsdansen  | 17e       | 34,0 punten (verpl. dans: 17 - org. dans: 17 - vrije dans: 17) |

### Noordse combinatie
| Olympiër      | Discipline      | Resultaat | Prestatie                                  |
| ------------- | --------------- | --------- | ------------------------------------------ |
| Tadeusz Bafia | individueel (m) | 18e       | +3.32,5 — schans: 211,3 p — 15 km: 41.05,3 |

### Schaatsen
| Olympiër          | Discipline | Resultaat | Prestatie        |
| ----------------- | ---------- | --------- | ---------------- |
| Jerzy Dominik     | 500 m (m)  | 25e       | 37,83 (+1,38)    |
| Jerzy Dominik     | 1000 m (m) | 28e       | 1.16,16 (+3,13)  |
| Jerzy Dominik     | 1500 m (m) | 36e       | 1.59,03 (+6,97)  |
|                   |            |           |                  |
| Erwina Ryś-Ferens | 500 m (v)  | 19e       | 41,38 (+2,28)    |
| Erwina Ryś-Ferens | 1000 m (v) | 10e       | 1.21,44 (+3,79)  |
| Erwina Ryś-Ferens | 1500 m (v) | 7e        | 2.04,68 (+4,00)  |
| Erwina Ryś-Ferens | 3000 m (v) | 5e        | 4.22,59 (+10,65) |
| Erwina Ryś-Ferens | 5000 m (v) | 21e       | 7.50,43 (+36,30) |
| Zofia Tokarczyk   | 500 m (v)  | 18e       | 41,37 (+2,27)    |
| Zofia Tokarczyk   | 1000 m (v) | 13e       | 1.21,80 (+4,15)  |
| Zofia Tokarczyk   | 1500 m (v) | 17e       | 2.08,54 (+7,86)  |

### Schansspringen
| Olympiër    | Discipline                     | Resultaat | Prestatie                                          |
| ----------- | ------------------------------ | --------- | -------------------------------------------------- |
| Piotr Fijas | normale schans individueel (m) | 10e       | 195,4 punten 102,3 p. (84,5 m) + 93,1 p. (80,0 m)  |
| Piotr Fijas | grote schans individueel (m)   | 13e       | 192,6 punten 99,9 p. (107,5 m) + 92,7 p. (102,0 m) |
| Jan Kowal   | normale schans individueel (m) | 34e       | 174,3 punten 90,5 p. (79,0 m) + 83,8 p. (77,0 m)   |
| Jan Kowal   | grote schans individueel (m)   | 37e       | 164,3 punten 89,7 p. (102,0 m) + 74,6 p. (93,0 m)  |

### IJshockey
| Olympiër | Discipline | Resultaat | Prestatie |
| --- | ---------- | --------- | --- |
| Andrzej Hanisz Gabriel Samolej Franciszek Kukla Robert Szopiński Marek Cholewa Henryk Gruth Andrzej Kądziołka Jerzy Potz Andrzej Świątek Jacek Szopiński Janusz Adamiec Roman Steblecki Jerzy Christ Mirosław Copija Leszek Jachna Marek Stebnick Piotr Kwasigroch Ireneusz Pacuła Krzysztof Podsiadło Krystian Sikorski Jan Stopczyk Jarosław Morawiecki | mannen     | 10e       | Voorronde groep A: 0- 1 Polen - Canada 1- 1 Polen - Zweden 6- 2 Polen - Frankrijk 1- 4 Polen - Zwitserland 1- 5 Polen - Finland 9e plaats: 2- 3 Polen - Oostenrijk |

Amerikaanse Maagdeneilanden · Andorra · Argentinië · Australië · België · Bolivia · Bondsrepubliek Duitsland · Bulgarije · Canada · Chili · China · Chinees Taipei · Costa Rica · Cyprus · Denemarken · Duitse Democratische Republiek · Fiji · Filipijnen · Finland · Frankrijk · Griekenland · Groot-Brittannië · Guam · Guatemala · Hongarije · IJsland · India · Italië · Jamaica · Japan · Joegoslavië · Libanon · Liechtenstein · Luxemburg · Marokko · Mexico · Monaco · Mongolië · Nederland · Nederlandse Antillen · Nieuw-Zeeland · Noord-Korea · Noorwegen · Oostenrijk · Polen · Portugal · Puerto Rico · Roemenië · San Marino · Sovjet-Unie · Spanje · Tsjecho-Slowakije · Turkije · Verenigde Staten · Zuid-Korea · Zweden · Zwitserland